# ヘンリー・フィッツジェームズ
ヘンリー・フィッツジェームズ（英語: Henry FitzJames、1673年8月 – 1702年12月27日）は、イングランド王ジェームズ2世の庶子。ジャコバイト貴族におけるアルベマール公爵。

## 生涯
イングランド王ジェームズ2世と愛妾アラベラ・チャーチルの間の庶子（次男）として、1673年8月に生まれた。
1689年、わずか16歳で歩兵連隊の隊長に任命され、ボイン川の戦いで連隊を率いて戦った。
1695年、兄の初代ベリック公爵ジェームズ・フィッツジェームズとともに法外追放された。
1696年1月13日、父ジェームズ2世によりジャコバイト貴族におけるアルベマール公爵、ロッチフォード伯爵、ロムニー男爵に叙された。
1702年にフランス王国の陸軍中将および海軍大将に任命されたが、同年12月27日にラングドックのバニョール＝シュル＝セーズで死去した。

## 家族
1700年7月20日、マリー・ガブリエル・ドディベル（Marie Gabrielle d'Audibert、1675年ごろ – 1731年5月15日、リュッサン伯ジャン・ドディベル（Jean d'Audibert, comte de Lussan）の娘）と結婚、1女をもうけた。
- マリー（1707年6月20日以降没[1]）

アルベマール公爵の死後、マリー・ガブリエルは1707年5月25日にジャコバイト貴族の第2代メルフォート公爵ジョン・ドラモンド（1754年1月29日没）と再婚した。